# Giorgio Ruffolo
("Il futuro del Pd in quattro mosse", La Repubblica, 3 dicembre 2008, pag.38)
Giorgio Ruffolo (Roma, 14 agosto 1926 – Roma, 16 febbraio 2023) è stato un politico, economista, dirigente d'azienda, giornalista e saggista italiano, storico esponente del Partito Socialista Italiano e in particolare della sua corrente di sinistra lombardiana.
È stato ministro dell'ambiente dal 29 luglio 1987 al 28 giugno 1992 nei governi Goria, De Mita, Andreotti VI e VII.

## Biografia

### Famiglia e studi
Nato il 14 agosto 1926 a Roma, in una famiglia borghese di tradizioni repubblicane, allievo all'Università di Giuseppe Ugo Papi, consegue la laurea in giurisprudenza e già alla fine degli anni 1940 Ruffolo si lega a quelli che saranno le due passioni professionali della sua vita: la politica e l'economia. I suoi fratelli maggiori, il notaio e scrittore Nicola Ruffolo, e il pittore e grafico Sergio Ruffolo, sono entrambi partigiani e arrestati dalla polizia fascista a Roma prima della liberazione del 4 giugno 1944.

### Carriera di dirigente pubblico
Economista, esperto economico presso l'ufficio studi della Banca Nazionale del Lavoro, dove diviene amico del collega Eugenio Scalfari, passa poi all'Organizzazione per la cooperazione economica europea (OECE), con sede a Parigi, destinata a gestire gli aiuti del Piano Marshall, poi diventata OCSE. È al fianco di Enrico Mattei, all'Eni dal 1956 fino alla morte di quest'ultimo nel 1962. Ruffolo, che in quegli anni era uno dei più stretti collaboratori di Mattei, avrebbe potuto trovarsi a bordo del bimotore che ebbe il tragico e ancora oggi oscuro attentato che portò alla morte di Mattei.
Nel 1964 è nominato dal ministro del bilancio Antonio Giolitti di riorganizzare gli uffici della programmazione presso il Ministero del bilancio, assumendo l'incarico di segretario generale per la Programmazione economica che svolgerà fino al 1975, con un'interruzione tra l'estate 1969 e l'autunno 1970 giacché a causa di dissensi con il ministro del bilancio e della programmazione economica del tempo Luigi Preti fu costretto a rassegnare le sue dimissioni.
Dal 1975 al 1979 Ruffolo presiede la FIME (Finanziaria Meridionale) per lo sviluppo di nuove iniziative industriali nel Mezzogiorno.

### Morte
È morto a Roma il 16 febbraio del 2023, all'età di 96 anni, dopo una lunga malattia.

## Attività politica

### PSI e parentesi trotzkista
Socialista dal 1944, diviene giovanissimo dirigente della Federazione Giovanile Socialista Italiana (FGSI), l'organizzazione giovanile del Partito Socialista Italiano (PSI), guidata da Leo Solari, entrando in seguito a fare parte della direzione nazionale del PSI. In gioventù è stato anche uno dei fondatori e promotori della sezione italiana della Quarta Internazionale, insieme a Livio Maitan e Franco Archibugi.
Con lo pseudonimo di Marcello Arienti, scrive numerosi e pungenti articoli sul periodico trotskista Bandiera Rossa. 
In occasione della scissione socialista del 1948 (la scissione di Palazzo Barberini), è uno dei giovani, come Matteo Matteotti, Mario Zagari, e Franco Archibugi, così come i più maturi Pietro Calamandrei e Ignazio Silone, lacerati tra l'adesione al PSLI (poi PSDI) di Giuseppe Saragat, filo-atlantico, e il PSI di Pietro Nenni, ancora filo-sovietico.

### Ritorno al PSI, europarlamentare e deputato
Insieme a Riccardo Lombardi, Antonio Giolitti e Pasquale Saraceno è uno dei principali promotori di una politica di programmazione economica volta al superamento degli squilibri territoriali e alla riduzione delle diseguaglianze sociali. Sviluppa in tal senso ampie competenze presso l'Istituto di Studi per la Programmazione Economica, e anche affidandosi agli studi elaborati da Franco Archibugi, Vera Cao Pinna e Paolo Sylos Labini. Il Rapporto sulla Programmazione Economica che presenta al Parlamento in qualità di segretario generale della Programmazione Economica, patrocinato dagli ex ministri del Bilancio Antonio Giolitti e Giovanni Pieraccini è sarcasticamente bollato da Amintore Fanfani come "il libro dei sogni".
Nella seconda metà degli anni 1970, promuove il Progetto socialista (pubblicato da Laterza, 1976), raccogliendo attorno a sé intellettuali italiani quali Luciano Cafagna, Giuliano Amato, Francesco Alberoni, Corrado Serra, Roberto Guiducci e Altiero Spinelli. Le stesse idee vengono poi presentate da Ruffolo, in collaborazione con Giuliano Amato, come programma del PSI al XLI Congresso di Torino del 1978.
Alle elezioni europee del 1979 viene eletto parlamentare europeo nella circoscrizione del Meridione, nelle file del Partito Socialista Europeo, da cui si dimette nel 1983 per poter candidarsi alla Camera nelle liste del PSI nel collegio della Basilicata.
È stato uno dei membri più autorevoli della corrente giolittiana, per poi diventare negli anni un esponente del gruppo di minoranza di sinistra rispetto alla linea del segretario del PSI Bettino Craxi, di cui si è definito, in un'intervista a Il Riformista del 2007, "critico moderato e non un reale oppositore".

### Senatore, Ministro dell'Ambiente e uscita dal PSI
Alle elezioni politiche del 1987 viene candidato al Senato della Repubblica, ed eletto senatore tra le liste del PSI nella circoscrizione Lombardia. Nel corso della X legislatura della Repubblica fa parte della 6ª Commissione Finanze e tesoro della Camera.
Con la nascita del governo guidato da Giovanni Goria, è nominato ministro dell'Ambiente, giurando il 29 luglio 1987. In quell'occasione il Partito Socialista manda al governo un gruppo di personalità di alto profilo professionale, tant'è che alcuni dicono che "Craxi ha messo in mostra l'argenteria di famiglia". Mantiene l'incarico nei successivi governi De Mita, Andreotti VI e VII fino al 28 giugno 1992. È fautore della legge 150/92 con la quale diventa reato, perseguibile con ammenda, la detenzione di animali feroci o in via di estinzione.

### Ritorno all'europarlamento col PDS/DS
Si è ricandidato al Parlamento europeo nelle elezioni europee del 1994, aderendo alla sinistra indipendente. Viene rieletto nelle successive europee del 1999, aderendo questa volta ai Democratici di Sinistra, non condividendo l'idea di quanti, fra gli ex socialisti, ritenevano di rifondare un partito socialista a livello nazionale di piccole dimensioni. Termina il proprio mandato all'Europarlamento nel 2004.
Egli ha sempre sostenuto con forza l'idea di dare vita, assieme agli ex comunisti, ad un partito socialdemocratico di stampo europeo.
Nel 2007 è stato coinvolto nella redazione del manifesto programmatico del Partito Democratico, a cui non risparmia critiche anche severe.

## Pensiero e attività culturale
In qualità di esperto economico ha collaborato con numerose istituzioni italiane ed europee, partecipando a vari comitati di studio, fra cui si ricorda il gruppo del progetto Europa.
Nel 1981 ha costituito insieme ad altri studiosi, tra i quali Antonio Pedone e Luigi Spaventa, il Centro Europa Ricerche, un istituto specializzato in previsioni economiche e analisi critiche della politica economica, del quale è stato presidente dal 1994. Nel 1986 è il fondatore della rivista MicroMega.
Nella sua produzione scritta si è dedicato spesso all'analisi storico-economica delle società occidentali e dei fondamenti del pensiero economico. Ha maturato nel tempo una spiccata sensibilità ambientale ed ecologica. Ha scritto per Bompiani la prefazione del celebre rapporto della commissione Bruntland "Our common future" ("Il futuro di noi tutti"), che ha contribuito in modo decisivo allo sviluppo del concetto di sviluppo sostenibile. Negli ultimi anni le sue analisi hanno indagato i limiti fisici e biologici che il sistema pone alla crescita economica.
Ha collaborato con La Repubblica scrivendo editoriali di stampo economico e politico nei quali esibiva spesso la sua verve ironica.

## Vita familiare
Sposato con Edda Bonfiglio, ha avuto due figli: il giornalista Marco Ruffolo (1955) e la grafica Silvia Ruffolo (1958).

## Celebrazioni
Per ricordare il suo contributo politico ed intellettuale, la Fondazione Circolo Rosselli ha promosso un incontro che si è svolto presso la Camera dei Deputati martedì 30 maggio 2023, dal titolo Un protagonista del riformismo italiano - In ricordo di Giorgio Ruffolo.  All'incontro sono intervenuti Anna Ascani, Valdo Spini, Alessandro Roncaglia, Costanza Pera, Giuseppe De Rita, Giuliano Amato e Corrado Augias.

## Opere

### Opere di Giorgio Ruffolo
Ha pubblicato diversi saggi di argomento storico ed economico:
- La grande impresa nella società moderna, Einaudi, 1971
- Rapporto sulla programmazione, Laterza, 1973
- Riforme e controriforme, Laterza, 1976
- Potenza e Potere. La fluttuazione gigante dell'Occidente, Laterza, 1988
- La qualità sociale. Le vie dello sviluppo, Laterza, 1990
- Il cavallo di Federico (romanzo), Arnoldo Mondadori Editore, 1991
- Lo sviluppo dei limiti. Dove si tratta della crescita inventata, Laterza, 1994
- Cuori e denari, Einaudi 1999 e 2005
- Riformismo e capitalismo globale con Alfredo Reichlin; Passigli Editori, 2003
- Quando l'Italia era una superpotenza, Einaudi, 2004
- Lo specchio del diavolo, Einaudi, 2006
- Il libro dei sogni, Donzelli, 2007
- Il capitalismo ha i secoli contati, Einaudi, 2008
- Un paese troppo lungo, Einaudi, 2009
- Testa e croce. Una breve storia della moneta, coll. I Passaggi, Einaudi, 2011 ISBN 978-88-06-20891-2
- Il film della crisi. La mutazione del capitalismo con Stefano Sylos Labini, Einaudi, 2012

### Opere su e in onore di Giorgio Ruffolo
- (a cura di Luciano Cafagna), Riformismo italiano. Saggi per Giorgio Ruffolo, con interventi di Giorgio Napolitano, Walter Veltroni, Jacques Delors, Corrado Augias, Gino Giugni, Franco Archibugi, Federico Coen, Mario Pirani e altri, Donzelli, 2007.

## Premi e riconoscimenti
- 2008 - Premio Nazionale Letterario Pisa - sezione saggistica con l'opera Il capitalismo ha i secoli contati;[33]
- A lui sono intitolate le borse di studio in scienza della sostenibilità dell'università di Harvard.[34]